# Epigelasma meloui
Epigelasma meloui är en fjärilsart som beskrevs av Louis Beethoven Prout 1930. Epigelasma meloui ingår i släktet Epigelasma och familjen mätare. Inga underarter finns listade i Catalogue of Life.